# Memoriał Huberta Jerzego Wagnera 2006
Memoriał Huberta Jerzego Wagnera 2006 – 4. edycja turnieju siatkarskiego, która odbyła się w dniach 28 czerwca–2 lipca 2006 roku w Ostródzie, Iławie i Olsztynie.

## Uczestnicy
- Kanada
- Kuba
- Egipt
- Polska
- Polska B
- Włochy
- Norwegia
- Portugalia

## Rozgrywki

### Grupa A
Ostróda
Tabela
| Lp. | Drużyna  | Pkt | Mecze | Mecze | Mecze | Sety | Sety | Sety  | Małe punkty | Małe punkty | Małe punkty |
| Lp. | Drużyna  | Pkt | M     | W     | P     | wyg. | prz. | ratio | zdob.       | str.        | ratio       |
| --- | -------- | --- | ----- | ----- | ----- | ---- | ---- | ----- | ----------- | ----------- | ----------- |
| 1   | Polska   | 6   | 3     | 3     | 0     | 9    | 2    | 4.500 | 265         | 217         | 1.221       |
| 2   | Włochy   | 5   | 3     | 2     | 1     | 7    | 6    | 1.167 | 286         | 281         | 1.018       |
| 3   | Egipt    | 4   | 3     | 1     | 2     | 5    | 6    | 0.833 | 235         | 240         | 0.979       |
| 4   | Norwegia | 3   | 3     | 0     | 3     | 2    | 9    | 0.222 | 216         | 264         | 0.818       |

Źródło: fundacjawagnera.pl
Zasady ustalania kolejności: 1. liczba zdobytych punktów; 2. wyższy stosunek setów; 3. wyższy stosunek małych punktów.
Punktacja: zwycięstwo – 2 pkt; porażka – 1 pkt
Wyniki
| Data       | Drużyna 1 | Wynik | Drużyna 2 | 1     | 2     | 3     | 4     | 5     | * |
| ---------- | --------- | ----- | --------- | ----- | ----- | ----- | ----- | ----- | - |
| 2006-06-28 | Polska    | 3:1   | Norwegia  | 25:18 | 25:17 | 19:25 | 25:19 |       |   |
| 2006-06-28 | Włochy    | 3:2   | Egipt     | 25:22 | 23:25 | 21:25 | 25:21 | 15:11 |   |
|            |           |       |           |       |       |       |       |       |   |
| 2006-06-29 | Polska    | 3:0   | Egipt     | 25:15 | 25:23 | 25:18 |       |       |   |
| 2006-06-29 | Włochy    | 3:1   | Norwegia  | 27:25 | 25:12 | 18:25 | 25:19 |       |   |
|            |           |       |           |       |       |       |       |       |   |
| 2006-06-30 | Egipt     | 3:0   | Norwegia  | 25:19 | 25;19 | 25:18 |       |       |   |
| 2006-06-30 | Polska    | 3:1   | Włochy    | 25:20 | 25:21 | 21:25 | 25:16 |       |   |

### Grupa B
Iława
Tabela
| Lp. | Drużyna    | Pkt | Mecze | Mecze | Mecze | Sety | Sety | Sety  | Małe punkty | Małe punkty | Małe punkty |
| Lp. | Drużyna    | Pkt | M     | W     | P     | wyg. | prz. | ratio | zdob.       | str.        | ratio       |
| --- | ---------- | --- | ----- | ----- | ----- | ---- | ---- | ----- | ----------- | ----------- | ----------- |
| 1   | Kuba       | 5   | 3     | 2     | 1     | 7    | 3    | 2.333 | 239         | 217         | 1.101       |
| 2   | Kanada     | 5   | 3     | 2     | 1     | 6    | 6    | 1.000 | 274         | 270         | 1.015       |
| 3   | Portugalia | 4   | 3     | 1     | 2     | 5    | 7    | 0.714 | 267         | 270         | 0.989       |
| 4   | Polska B   | 4   | 3     | 1     | 2     | 5    | 7    | 0.714 | 262         | 285         | 0.919       |

Źródło: fundacjawagnera.pl
Zasady ustalania kolejności: 1. liczba zdobytych punktów; 2. wyższy stosunek setów; 3. wyższy stosunek małych punktów.
Punktacja: zwycięstwo – 2 pkt; porażka – 1 pkt
Wyniki
| Data       | Drużyna 1 | Wynik | Drużyna 2  | 1     | 2     | 3     | 4     | 5     | * |
| ---------- | --------- | ----- | ---------- | ----- | ----- | ----- | ----- | ----- | - |
| 2006-06-28 | Kanada    | 3:2   | Portugalia | 25:23 | 25:18 | 16:25 | 31:33 | 15:12 |   |
| 2006-06-28 | Polska B  | 3:1   | Kuba       | 20:25 | 25:22 | 25:21 | 25:21 |       |   |
|            |           |       |            |       |       |       |       |       |   |
| 2006-06-29 | Kuba      | 3:0   | Portugalia | 25:16 | 25:21 | 25:22 |       |       |   |
| 2006-06-29 | Polska B  | 1:3   | Kanada     | 14:25 | 25:23 | 21:25 | 24:26 |       |   |
|            |           |       |            |       |       |       |       |       |   |
| 2006-06-30 | Polska B  | 1:3   | Portugalia | 20:25 | 20:25 | 25:22 | 18:25 |       |   |
| 2006-06-30 | Kuba      | 3:0   | Kanada     | 25:22 | 25:18 | 25:23 |       |       |   |

### Półfinały
Olsztyn
| Data                 | Drużyna 1            | Wynik                | Drużyna 2            | 1                    | 2                    | 3                    | 4                    | 5                    | *                    |
| Mecze o miejsca 5-8. | Mecze o miejsca 5-8. | Mecze o miejsca 5-8. | Mecze o miejsca 5-8. | Mecze o miejsca 5-8. | Mecze o miejsca 5-8. | Mecze o miejsca 5-8. | Mecze o miejsca 5-8. | Mecze o miejsca 5-8. | Mecze o miejsca 5-8. |
| -------------------- | -------------------- | -------------------- | -------------------- | -------------------- | -------------------- | -------------------- | -------------------- | -------------------- | -------------------- |
| 2006-07-01           | Polska B             | 3:0                  | Egipt                | 25:22                | 25:20                | 25:20                |                      |                      |                      |
| 2006-07-01           | Portugalia           | 3:0                  | Norwegia             | 25:17                | 25:19                | 25:23                |                      |                      |                      |
| Mecze o miejsca 1-4. |                      |                      |                      |                      |                      |                      |                      |                      |                      |
| 2006-07-01           | Kuba                 | 3:0                  | Włochy               | 25:18                | 25:15                | 25:2                 |                      |                      |                      |
| 2006-07-01           | Polska               | 3:2                  | Kanada               | 19:25                | 25:21                | 22:25                | 25:18                | 15:11                |                      |

### Finały
Olsztyn
| Data              | Drużyna 1         | Wynik             | Drużyna 2         | 1                 | 2                 | 3                 | 4                 | 5                 | *                 |
| Mecz o 7. miejsce | Mecz o 7. miejsce | Mecz o 7. miejsce | Mecz o 7. miejsce | Mecz o 7. miejsce | Mecz o 7. miejsce | Mecz o 7. miejsce | Mecz o 7. miejsce | Mecz o 7. miejsce | Mecz o 7. miejsce |
| ----------------- | ----------------- | ----------------- | ----------------- | ----------------- | ----------------- | ----------------- | ----------------- | ----------------- | ----------------- |
| 2006-07-02        | Egipt             | 3:2               | Norwegia          | 27:29             | 20:25             | 25:17             | 25:22             | 15:10             |                   |
| Mecz o 5. miejsce |                   |                   |                   |                   |                   |                   |                   |                   |                   |
| 2006-07-02        | Polska B          | 0:3               | Portugalia        | 23:25             | 19:25             | 29:31             |                   |                   |                   |
| Mecz o 3. miejsce |                   |                   |                   |                   |                   |                   |                   |                   |                   |
| 2006-07-02        | Kanada            | 3:1               | Włochy            | 25:18             | 18:25             | 27:25             | 26:24             |                   |                   |
| Finał             |                   |                   |                   |                   |                   |                   |                   |                   |                   |
| 2006-07-02        | Polska            | 3:1               | Kuba              | 25:23             | 25:16             | 15:25             | 25:20             |                   |                   |